# Samuti Aman
Samuti Aman is een bestuurslaag in het regentschap Bireuen van de provincie Atjeh, Indonesië. Samuti Aman telt 814 inwoners (volkstelling 2010).